# Ampelisca spinicaudata
Ampelisca spinicaudata är en kräftdjursart. Ampelisca spinicaudata ingår i släktet Ampelisca och familjen Ampeliscidae. Inga underarter finns listade i Catalogue of Life.